# Guldbaggegalan 1981
Den 17:e Guldbaggegalan, som belönade svenska filmer från 1980 och 1981, sändes från Hamburger Börs, Stockholm den 30 oktober 1981.

## Vinnare
| Högsta kvalitetspoäng                | Bästa regi                     |
| ------------------------------------ | ------------------------------ |
| - Barnens ö (3,50)                   | - Kay Pollak – Barnens ö       |
| Bästa skådespelerska                 | Bästa skådespelare             |
| - Gunn Wållgren – Sally och friheten | - Ingvar Hirdwall – Barnens ö  |
| Juryns specialbagge                  | Ingmar Bergman-priset          |
| - Göteborg Film Festival             | - Lasse Åberg – Sällskapsresan |